# Axel Heiberg (otok)
Otok Axel Heiberg (jezik Inuktitut ᐅᒥᖕᒪᑦ ᓄᓈᑦ, Umingmat Nunaat) je nenaseljeni otok u regiji Qikiqtaaluk, Nunavut, Kanada. Smješten u Arktičkom oceanu, to je 32. najveći otok na svijetu i sedmi po veličini otok u Kanadi. Prema Statistics Canada, ima površinu od 43.178 km². Ime je dobio po Axelu Heibergu.
Jedan je od većih otoka Kanadskog arktičkog otočja, također je član Otočja Sverdrup i Otoka kraljice Elizabete. Poznato je po svojim neobičnim fosilnim šumama, koje datiraju iz razdoblja eocena. Zbog nedostatka mineralizacije u mnogim šumskim primjercima, tradicionalna karakterizacija "fosilizacije" nije primjenjiva za ove šume i "mumifikacija" ih jasnije opisuje. Fosilni zapisi pružaju snažne dokaze da je šuma Axel Heiberg bila močvarna šuma na visokim geografskim širinama.

## Povijest
Otok Axel Heiberg su u prošlosti naseljavali Inuiti, ali je bio nenaseljen u vrijeme kada ga je nazvao Otto Sverdrup, koji ga je istraživao 1900. – 1901. Nazvao ju je po Axelu Heibergu, financijskom direktoru norveške pivovare Ringnes koja je sponzorirala ekspediciju. Drugi istraživači posjetili su otok početkom 20. stoljeća, a za to vrijeme je Norveška polagala pravo na njega do 1930. godine. Sada je dio teritorija Nunavut, Kanada. Tek kasnih 1940-ih, otok je zračno fotografiran operacijom Polaris zračnih snaga Sjedinjenih Američkih Država. Godine 1955. dva geologa iz Geološkog zavoda Kanade, N.J. McMillan i Souther prešli su unutrašnjost u sklopu operacije Franklin. McMillanova opažanja ledenjaka Bunde, na sjeverozapadu otoka Axel Heiberg, najranija su glaciološka opažanja na tlu koja su se našla u znanstvenoj publikaciji.
Godine 1959. znanstvenici sa Sveučilišta McGill istražili su Expedition Fiord (prije Sør Fjord ili South Fiord) na središnjem dijelu otoka Axel Heiberg. To je rezultiralo osnivanjem arktičke istraživačke stanice McGill (79°26′N 90°46′W / 79.433°N 90.767°W), izgrađeno 8 km dalje u unutrašnjosti od Expedition Fjorda 1960. godine. Postaja je u početku bila intenzivno korištena tijekom ranih 1960-ih, tijekom kojih je bilo prisutno 20 stanovnika. Arktička istraživačka postaja McGill aktivna je od ožujka do kolovoza, a istraživanja su trenutno usmjerena na polarnu geomorfologiju, geologiju, glaciologiju, permafrost, klimatske promjene i polarnu mikrobiologiju. Tijekom posljednjih 10-15 godina služio je kao značajna analogija Marsu za astrobiološka istraživanja proučavanja života i nastanjivosti polarnih krio-okruženja i terenskih testiranja instrumentalnih platformi za istraživanje planeta.
U ljeto 1972. godine, ekspedicija britanske vojske planinarskog saveza rezultirala je imenovanjem ledenjaka Scaife, nakon slučajne smrti narednika Kennetha Scaifea.
Tijekom ljeta 1986., kanadska ekspedicija na čelu s dr. Jamesom Basingerom krenula je istraživati vrlo neobičnu fosilnu šumu na otoku. Nalazi ovih i kasnijih ekspedicija od tada su popularno izvještavani u Kanadi. Prije više od 40 milijuna godina tijekom eocenske epohe, na otoku rasla je šuma visokog drveća. Stabla su dosezala do 35 m visine; neka su mogla biti stara 500 do 1000 godina. U to je vrijeme polarna klima bila topla, ali su zime i dalje bile kontinuirano mračne po tri mjeseca godišnje. Kako su stabla padala, fini sediment u kojem je rasla šuma štitio je biljke. Umjesto da se pretvore u okamenjene "kamene" fosile, oni su u konačnici mumificirani hladnom, suhom arktičkom klimom, a tek nedavno izloženi eroziji.
Još 1999. godine, očuvanje ovog jedinstvenog nalazišta bilo je zabrinjavajuće, jer se fosilno drvo lako oštetilo i erodiralo nakon što je otkriveno. Postojala je zabrinutost da drva nose turisti s arktičkih kruzera, te da mjesto ometaju kanadski vojni helikopteri iz obližnje baze, pa čak i sami znanstvenici u svojim istraživanjima. Bilo je poziva na veću zaštitu tog područja. Trenutačno nema službeni status, dijelom i zbog toga što su se zemljišna potraživanja morala riješiti. Ali sada Nunavut razmatra kako najbolje zaštititi fosilnu šumu, eventualno postavljanjem teritorijalnog parka koji će se zvati Napaaqtulik, "gdje ima drveća".
Na otoku su otkriveni zanimljivi životinjski fosili, uključujući izvanredno očuvan primjerak drevne kornjače Aurorachelys i humerus ptice Tingmiatornis identificirane 2016.

## Glacijacija
Bijeli ledenjak je dolinski ledenjak koji zauzima 38,7 km² u području Expedition Fjorda na otoku Axel Heiberg (79°30′N 090°50′W / 79.500°N 90.833°W ). Proteže se na nadmorskoj visini od 56 to 1.782 m iznad razine mora, raspon koji, kako je primijetio Dyurgerov (2002), premašuje samo ledena kapa Devon na svjetskoj listi ledenjaka s izmjerenom ravnotežom mase. Debljina leda doseže ili prelazi 400 m. Njegovo maksimalno proširenje u novijoj povijesti, označavajući napredovanje ledenjaka kao odgovor na zahlađenje malog ledenog doba, dosegnuto je tek krajem 18. stoljeća, a vjerojatnije početkom 20. stoljeća. Postoje dokazi da se povlačenje terminala, prethodno oko 5 m godišnje, usporava (Cogley et al. 1996a; Cogley i Adams 2000). Bijeli ledenjak bio je predmet mnogih radova u glaciološkoj literaturi od 1960. godine, npr. Müller (1962) bio je izvor sada već klasičnog dijagrama koji razrađuje i ilustrira koncept "facijesa ledenjaka".

## Stanovništvo
Otok je nenaseljen osim sezonsko naseljene istraživače stanice McGill Arctic kojom upravlja Sveučilište McGill.

## Lost Hammer izvor
Izvor Lost Hammer, koji se nalazi u središnjem zapadnom dijelu otoka (79°07′N 090°21′W / 79.117°N 90.350°W) je najhladniji i najslaniji od svih arktičkih izvora opisanih do sada. Karakterizira ga višegodišnji vrlo slano (24%) istjecanje na temperaturama ispod nule otprilike −5 °C teče na površinu kroz šulplju konusna struktura slane sedre visoku 2 m. Kontinuirane emisije plinova iz izvora ukazuju na termogeni izvor metana u pozadini. Na temelju ovih svojstava, ovaj se izvor smatra značajnim astrobiološkim analognim mjestom za moguća staništa koja su trenutno prisutna na Marsu i hladnim mjesecima Europa i Enceladus.

## Pogledi na otok
- Ledenjak Fiord na otoku Axel Heiberg (1975.)
- Pogled sa planine Wolf
- Stjenoviti izdanci na otoku Axel Heiberg (2012.)
- Dolina Expedition sa Bijelim ledenjakom (lijevo) i ledenjakom Thompson (desno), snimljeno na otoku Axel Heiberg (1988.)
- Prednji dio Bijelog ledenjaka na otoku Axel Heiberg (1975.)

## Daljnja literatura
- Jackson, M P A; Harrison, J C. 2006. An Allochthonous Salt Canopy on Axel Heiberg Island, Sverdrup Basin, Arctic Canada. Geology. 34 (12): 1045. Bibcode:2006Geo....34.1045J. doi:10.1130/g22798a.1
- LePage, B. A. 2001. New Species of Picea A. Dietrich (Pinaceae) from the Middle Eocene of Axel Heiberg Island, Arctic Canada. Botanical Journal of the Linnean Society. 135 (2): 137–167. doi:10.1111/j.1095-8339.2001.tb01088.x
- Liptzin, Daniel. 2006. A Banded Vegetation Pattern in a High Arctic Community on Axel Heiberg Island, Nunavut, Canada. Arctic, Antarctic, and Alpine Research. 38 (2): 216. doi:10.1657/1523-0430(2006)38[216:abvpia]2.0.co;2
- Vandermark, D.; Tarduno, J. A.; Brinkman, D. B. 2006. Late Cretaceous Plesiosaur Teeth from Axel Heiberg Island, Nunavut, Canada. Arctic. 59 (1): 79–82
- Chih-Ying Lay, Nadia C. S. Mykytczuk, Étienne Yergeau, Guillaume Lamarche-Gagnon, Charles W. Greer, & Lyle G. Whyte, "Defining the Functional Potential and Active Community Members of a Sediment Microbial Community in a High-Arctic Hypersaline Subzero Spring," Applied and Environmental Microbiology, Volume 79 Number 12 (June 2013), p. 3637–3648. http://aem.asm.org/content/79/12/3637  Arhivirana inačica izvorne stranice od 4. svibnja 2018. (Wayback Machine)

## Vanjske poveznice
- Otok Axel Heiberg u Atlasu Kanade - Toporama; Prirodni resursi Kanade
- Eocenske šume otoka Axel Heiberg
- Otkopavanje smrznute šume
- Fosili arktičkog sekvoja su tragovi za drevnu klimu